# Nazi-Bugasz
Nazi-Bugasz (kas. Nazi-Bugaš, tłum. „bóg Bugasz chroni go”) – uzurpator na tronie babilońskim, który w 1333 r. p.n.e. przejął władzę w wyniku rewolty, w której zginął Kara-hardasz, król z dynastii kasyckiej. Nazi-Bugasz utracił władzę jeszcze w tym samym roku, na skutek interwencji króla asyryjskiego Aszur-uballita I, dziadka Kara-hardasza, który pokonał uzurpatora i wprowadził na tron babiloński Kurigalzu II.